# 奇幻人間世
《奇幻人间世》（英語：The Serpentine Romance）是1990年12月17日开始于香港电视广播有限公司翡翠台首播的电视剧，全剧共20集。该剧是以《白蛇传》的人妖恋为题材而大幅改编的神话剧。陈美琪、邵美琪、吴岱融领衔主演。

## 剧情内容
白蛇素素與青蛇青青，向來於靈雨山過著隱世修煉的日子。除住於臨近蝙蝠妖因愛慕白蛇經常來騷擾外，兩蛇並未涉足人間。白蛇偶爾會入世觀察人類，並帶回許多人間關於愛戀的章回小說，且為之入迷。青蛇常欣羨白蛇可以化身入世，但因修煉不足，故無法隨白蛇至人間。一日白蛇打算再次到人間，因放心不下青蛇，故犧牲二百年功力輸入給青蛇後，與青蛇再次到人間遊玩。青蛇向來依賴且尊敬白蛇，對白蛇此舉更是感激，因此化身為婢，稱白蛇為小姐。而下山後巧合遇上窮書生寧丹，因被寧丹誤踩，對其氣憤不已而要求白蛇協助捉弄寧丹。未料此舉卻造成二蛇逐漸皆被宁丹所吸引，因而先後與寧丹產生感情。相對地，也因為寧丹，而讓青白二蛇之間的姐妹情深慢慢發生變化。

寧丹雖喜歡青青的直率與天真，但亦於不知不覺中被白素素的高雅大方所吸引。爾後二蛇將選擇權交由寧丹決定，豈知青青因蝙蝠妖惡意搗蛋，意外與寧丹發生關係而懷有身孕，但卻讓素素誤會青青私下勾引寧丹，傷心憤恨下，接受蝙蝠妖的唆使，故意於端午之時，讓青青服下雄黃酒，並讓寧丹看見青青現形。不料寧丹因心悸將死，素素趁機犧牲自己功力救回寧丹，並將青青趕走。誰知蝙蝠妖趁素素功力大損，硬將其灌下雄黃酒趁機侵犯......
寧丹醒來後，素素告知寧丹青青實乃蛇妖，因現形欲殺素素，卻害了寧丹。寧丹半信半疑，但卻找不到青青可詢真相。後時日久了，與素素感情漸深，兼且素素亦有救命之恩故與素素成婚.....

十八年後，寧丹與白素素攜一子一女來到小鎮，未料青青亦與子早已於此鎮定居已久，青青對外自稱明大嬸，並以採藥為生。寧丹與素素皆不知青青誕下寧丹之子-明聲。偏偏小鎮發生許多離奇事件，而蝙蝠妖亦正好找來此處，寧丹最終還是見到了青青，亦終於知道明聲乃是他與青青之子。然因寧葉實為妖子非寧丹親生子，且妖性愈來愈烈，白素素為抹去寧葉的妖性，將明聲抓去換血，卻不知明聲早前為救寧丹，父子二人血脈已合，若是明聲全身血失，寧丹亦離死不遠...........

## 演員表
- 素素 — 陈美琪
- 青青 — 邵美琪
- 宁丹 — 吴岱融
- 明声 — 黄泽民
- 宁叶 — 吴启明
- 宁静 — 陈佩珊
- 石头道人 — 罗乐林
- 蚱蜢 — 吴瑞庭
- 倪小雪 — 刘秀萍
- 黑蝙蝠 — 骆应钧

## 主创人员
- 编导：李力持、王少杰
- 监制：王天林
- 服装设计：何淑琼
- 美术指导：黄兆祥
- 动画指导：谭小真
- 摄影：陶永华、杨智亮
- 剧务：梁锦洪、陈栢基
- 剪接：谢华
- 配乐指导：黎美宝
- 武术指导：罗强
- 资料搜集：卓逸才、蒲锦洪
- 编审：黄翠华
- 編劇：吴伟硕、徐秋萍、何世杰、黄翠华、陈翘英
- 制作统筹：李至君

## 主题曲
主題曲由宝艺星唱片有限公司供应。
- 《秋意中等我》（粵語）及《這麼寵我，好嗎？》（國語）
- 《劉德華專輯-再會了》

作曲、編曲：杜自持
作词：潘伟源（粵）/ 何啟弘（國）
演唱：刘德华、吴婉芳

## 插曲/片尾曲
插曲由宝艺星唱片有限公司供应。
- 《情難自控》
- 《吳婉芳專輯-秋颸》

作曲、編曲：杜自持
作词：潘伟源
演唱：吴婉芳